# ТУ2м
ТУ2м (рос. Тепловоз, Узкоколейный, второй (2) серии, с механической передачей) — вузькоколійний мотовоз, розроблявся Ленінградським НДІ «Гипролесмаш» для потреб лісозаготівельної промисловості, на замовлення Міністерства лісової промиловості СРСР. Надалі виготовлявся на Камбарському машинобудівному заводі, з 1960 по 1961 рік.

## Історія
Лісова промисловість СРСР з середини 50-х років потребувала оновлення та заміни застарілих і не потужних зразків техніки, як от Муз/4Д та ВП4, на новіші. Розробку доручили Ленінградському НДІ  «Гипролесмаш», розпочалася вона майже одночасно з розробкою тепловозу ТУ1, Калузького машинобудівного заводу. Перший зразок було виготовлено в 1958 році Камбарським заводом. 
Виготовлявся до 1961 року, після чого був замінений подальшою його модифікацією ТУ2мк. Всього зроблено не менше 139 одиниць.

## Опис
Мотовоз має 1 кабіну, з опаленням, розташовану в центрі, між двома капотами. В одному з капотів розміщується дизельний двигун з муфтою зчеплення та коробкою передач, в другому знаходиться компресор та бак для палива. По боках від капотів є платформи, задля забезпечення комфортного обслуговування.Тепловоз має горизонтальні жалюзі радіатора спереду, і вертикальні по боках.
Реверс-редуктор механічний, перемикання реверса ручне. Передача між осями йшла за допомогою дишел.
Багато деталей уніфіковано з МАЗ-200, що полегшувало ремонт та заміну деталей в малозабезпечених майстернях лісозаготівельних підприємств. ТУ2м отримав від автомобіля п'ятиступінчату коробку передач, однодискове зчеплення, карданну передачу, компресор та осьові редуктори. Система опалення частково складала з деталей автомобіля «Побєда».
Через використання осьового редуктора візки отримали свою незвичайну будову. З двигуна момент сили передавався на внутрішню ось, а для передачі сили на два візки, застосовано дишельний механізм.

## Технічні характеристики[3][4]

### Загальні характеристики
- Тип: вантажний
- Марка: ТУ2м
- Передача: механічна
- Конструкційна швидкість: 40 км/год
- Службова маса: 16 т
- Ширина: 2063 мм
- Висота: 2950 мм
- Довжина: 8050 мм
- Відстань осями на візку: 4400 мм
- Кількість осей: 4
- Колія: 750 мм
- Колісна формула: 0-2-0 + 0-2-0
- Діаметр колес: 600/900[3] мм
- Мін. радіус проходження кривих: 30 м

### Силова установка
- Силова установка: У2Д6
- Максимальне число обертів (за хвилину): 1500
- Потужність: 150 к.с.
- Сила тяги: до 4800 кг
- Тип палива: дизель
- Запас палива: 490 кг